# Anahita Razmi
Anahita Razmi (persisch آناهیتا رزمی; geboren 1981 in Hamburg) ist eine deutsche zeitgenössische Künstlerin. Sie schuf Installationen, Skulpturen, Videokunst und Performances, die sie international ausstellte.

## Leben

### Jugend und Ausbildung
Razmis Mutter ist Deutsche, ihr Vater Iraner. Sie studierte von 2001 bis 2006 im Studiengang Medienkunst/Mediengestaltung an der Bauhaus-Universität Weimar. Von Oktober 2005 bis Januar 2006 legte sie ein Auslandssemester am Pratt Institute in New York City ein. 2007 bis 2009 machte sie ein Aufbaustudium in Bildenden Kunst und Bildhauerei an der Staatlichen Akademie der Bildenden Künste Stuttgart. Sie besuchte dort die Meisterklassen von Rainer Ganahl und Christian Jankowski.

### Künstlerische Entwicklung
Razmis Arbeiten befassen sich häufig mit politischen und sozialen Themen, die mit dem Iran zusammenhängen. Sie greift bestehende Bilder auf, verändert aber deren Bedeutung, indem sie sie in einen anderen zeitlichen Kontext stellt.

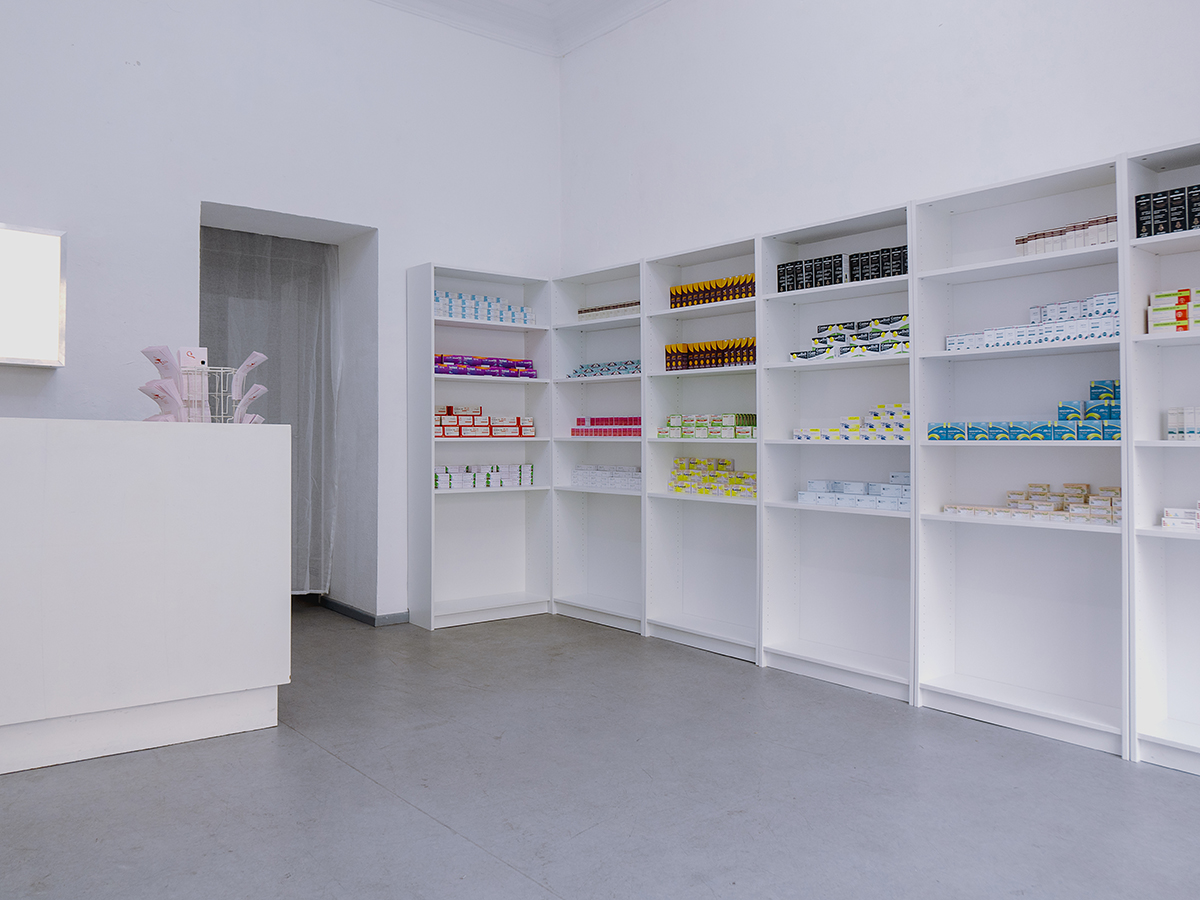
Darookhaneh / Apotheke / Pharmacy (2022), ein Projekt von Anahita Razmi und Sohrab Kashani in Berlin

Razmis Werke wurden in internationalen Institutionen ausgestellt, so etwa 2013 in der Kunsthalle Baden-Baden, im Kunstmuseum Stuttgart und auf der 55. Biennale di Venezia, 2016/17 in der Galeria Zachęta in Warschau und im Museo Jumex in Mexiko-Stadt, 2018 im Kunstraum Innsbruck, 2019 im Leipziger Kunstzentrum Halle 14 und im Sazmanab Center for Contemporary Art in Teheran. Während der Proteste für Mahsa Amini, war Razmi eine der wenigen Künstler die Protestplakate herausgegeben haben.
Ihre Arbeiten sind in mehreren öffentlichen Kunstsammlungen vertreten, darunter in der Bundeskunstsammlung in Bonn, im Kunstmuseum Stuttgart, im Museo del Novecento Florenz und im Davis Museum am Wellesley College in Massachusetts.

### Auszeichnungen und Stipendien
2011 erhielt Razmi den Emdash Award der Frieze Foundation und wurde 2013 eingeladen, am Artists-in-Residence-Programm im MAK Center for Art and Architecture im Schindler House in Los Angeles teilzunehmen. 2015 wurde Razmi mit einem Präsenzstipendium in der Goethe-Institut Villa Kamogawa in Kyoto ausgezeichnet. 2015 erhielt sie den Werkstattpreis der Kunststiftung Erich Hauser, 2018 den Goethe-Aufenthalt im LUX Residency in London und 2020 das Stipendium der Tarabya Cultural Academy in Istanbul.
2022 lehnte Razmi ein Stipendium der Stiftung Kunstfonds ab. Sie kritisierte deren Vergabeverfahren und die mangelnde Vielfalt in der Jury.

### Privates
Razmi lebt in Berlin und London.

## Einzelausstellungen (Auswahl)
- 2013: Automatic Assembly Actions, Carbon12, Dubai[1]

- 2013: Swing State, Kunstverein Hannover und Stadtgalerie Saarbrücken[7][25]
- 2014: Some Links, Some Projections, Ab/Anbar, Teheran[1]
- 2015/16: Do Fard – Underwear Tehran Berlin, Schwedenstr. 16, Berlin und State of Concept Athens, Athen[26]
- 2018: The Future State – a preliminary, LUX London, London[27]
- 2018: Anahita Razmi Spoilers, Kunstraum Innsbruck, Innsbruck[28]
- 2022: Darookhaneh / Apotheke / Pharmacy, mit Sohrab Kashani, Uqbar in Berlin[29][30]
- 2022: The Riff, Carbon12 Gallery, Dubai, Vereinigte Arabische Emirate[31]
- 2024: Darookhaneh / Apotheke / Pharmacy, mit Sohrab Kashani, Philomena+ in Wien[24]